# Kupferzellia wildi
La kupferzellia (Kupferzellia wildi) è un anfibio estinto, appartenente ai temnospondili. Visse nel Triassico medio (Ladinico, circa 240 milioni di anni fa) e i suoi resti fossili sono stati ritrovati in Germania.

## Descrizione
Questo animale possedeva un cranio largo e piatto, e con tutta probabilità doveva possedere un corpo robusto e arti corti, simile a quello di una grande salamandra. Il cranio era dotato di due file di denti acuminati (più lunghi nella fila interna); gli occhi erano posti in posizione lievemente arretrata e probabilmente erano sporgenti sopra il cranio. L'aspetto di Kupferzellia doveva richiamare notevolmente quello di altri anfibi triassici ben noti, come Cyclotosaurus, ma se ne differenziava principalmente per le dimensioni minori: Kupferzellia doveva sfiorare i due metri di lunghezza; inoltre, l'incisura otica (una tacca profonda posta sul retro del cranio) non era completamente chiusa dalle corna tabulari, come invece avveniva per Cyclotosaurus.

## Classificazione
Descritto per la prima volta da Schoch nel 1997, questo animale è noto principalmente per un cranio ritrovato nella formazione di Erfurt, nei pressi di Kupferzell in Germania meridionale. Il cranio è molto simile a quello di altri anfibi temnospondili, come Tatrasuchus e Cyclotosaurus. Rispetto a Tatrasuchus, però, Kupferzellia possedeva una coana molto più larga e corta (e in questo era più simile a Cyclotosaurus). Anche il vomere era piuttosto corto, e il cranio largo e arrotondato richiama quello di Cyclotosaurus. È molto probabile che Kupferzellia, i cui fossili sono più antichi di quelli di Cyclotosaurus, sia un predecessore di quest'ultimo (Schoch, 2008). Alcuni studi (Damiani, 2001) ritengono che le differenze con il coevo Tatrasuchus non siano sufficienti a distinguere i due generi, e quindi Kupferzellia è considerato un sinonimo.